# Dune (альбом)
Dune — одиннадцатый студийный альбом немецкого композитора и музыканта Клауса Шульце, вышедший в 1979 году. В 2005 году стал десятым альбомом Шульце, переизданным Revisited Records.

## Об альбоме
В записи альбома приняли участие виолончелист Вольфганг Типольд (Wolfgang Tiepold) и знаменитый рок-вокалист Артур Браун (Arthur Brown), исполнивший стихотворный текст Клауса Шульце в композиции «Shadows of Ignorance» («Тени невежества»).
Вольфганга Типольда Клаус Шульце знал со времён записей со струнным оркестром для альбома X. С Артуром Брауном он познакомился во времена работы над альбомом «Mirage» и был поклонником его творчества.
Название альбома связано с научно-фантастическим романом «Дюна» Фрэнка Герберта, которым Шульце увлекался в те годы.
Альбом является шагом в сторону от записей Шульце 1975—1978 годов. Экспериментальное звучание Dune далеко уходит от работ предыдущих лет, что позволяет отнести «Dune» скорее к экспериментальному психоделизированному эмбиенту, чем к космической музыке. «Dune» открывает целую серию альбомов первой половины 1980-х годов, сделанных в экспериментальном ключе.
После выпуска альбома Шульце и Артур Браун предприняли совместный концертный тур.

## Список композиций

### Оригинальное издание
1. «Dune» — 30:28
2. «Shadows of Ignorance» — 26:20

### Переиздание 2005 года
1. «Dune» — 30:28
2. «Shadows of Ignorance» — 26:20
3. «Le Mans» — 23:20